# Szczur ciemny
Szczur ciemny (Rattus sordidus) – gatunek ssaka z podrodziny myszy (Murinae) w obrębie rodziny myszowatych (Muridae), występujący na Nowej Gwinei i w północnej Australii.

## Taksonomia
Gatunek po raz pierwszy zgodnie z zasadami nazewnictwa binominalnego opisał w 1858 roku brytyjski przyrodnik John Gould nadając mu nazwę Mus sordidus. Holotyp pochodził z otwartych równin Darling Downs, w Queenslandzie, w Australii.
R. sordidus należy do grupy gatunkej sordidus. R. sordidus wcześniej obejmował R. colletti i R. villosissimus jako podgatunki, ale oba są uznawane za odrębne gatunki tworzące grupę siostrzaną, przy czym R. sordidus jest taksonem siostrzanym w stosunku do R. colletti + R. villosissimus. Najwyraźniej istnieje nieopisany gatunek z północnego Queenslandu, a podgatunki w obrębie R. sordidus mogłyby zostać rozpoznane po przeprowadzeniu dalszych badań taksonomicznych. Tylko R. sordidus i R. leucopus występują zarówno w Australii, jak i na Nowej Gwinei. Autorzy Illustrated Checklist of the Mammals of the World uznają ten takson za gatunek monotypowy.

### Etymologia
- Rattus: łac. rattus „szczur”[14].
- sordidus: łac. sordidus „brudny”, od sordere „być brudnym”, od sordes, sordis „brud”[15].

### Nazewnictwo zwyczajowe
W Australii zwierzę jest nazywane angielską nazwą canefield rat oraz aborygeńską nazwą minkala.
W wydanej w 2015 roku przez Muzeum i Instytut Zoologii Polskiej Akademii Nauk publikacji „Polskie nazewnictwo ssaków świata” gatunkowi nadano nazwę szczur ciemny.

## Morfologia
Długość ciała (bez ogona) 110–210 mm, długość ogona 100–160 mm, długość ucha 16–22 mm, długość tylnej stopy 27–37 mm; masa ciała samic 50–150 g, samców 50–260 g.

## Występowanie
Szczur ciemny występuje środkowej, południowej i południowo-wschodniej Nowej Gwinei (na południe od Gór Śnieżnych (po obu stronach granicy indonezyjsko-papuańskiej)) i Australii, w tym północno-wschodnim i wschodnim Queenslandzie oraz południowo-zachodniej South West Island (Sir Edward Pellew Group) u wybrzeży północno-wschodniej części Terytorium Północnego (ta populacja mogła zostać wytępiona).

## Ekologia
Jest spotykany od poziomu morza do 670 m n.p.m.
Szczur ciemny prowadzi naziemny tryb życia, jest spotykany na plantacjach trzciny cukrowej, tropikalnych terenach trawiastych, sawannie i w widnych lasach, oraz na polanach w wilgotnych lasach równikowych. Rozmnaża się przez cały rok, samica w miocie wydaje na świat około sześciu młodych.

## Populacja
Szczur ciemny jest generalnie dość liczny, choć w południowo-wschodnim Queenslandzie jest rzadki. Nie są znane zagrożenia dla tego gatunku, jest obecny w wielu obszarach chronionych. Międzynarodowa Unia Ochrony Przyrody uznaje szczura ciemnego za gatunek najmniejszej troski.